# 929 TCN
929 TCN là một năm trong lịch La Mã.